# 格里夫頓鎮區 (北卡羅萊納州皮特縣)
格里夫頓鎮區（英語：Grifton Township）是位於美國北卡羅萊納州皮特縣的一個鎮區。

## 地方資料
格里夫頓鎮區的面積為115.25平方千米，皆為陸地。根據2020年美國人口普查的數據，當地共有人口4557人，而人口密度為每平方千米39.54人。